# Callitala centralis
Callitala centralis är en insektsart som beskrevs av Rehn, J.A.G. 1952. Callitala centralis ingår i släktet Callitala och familjen Morabidae. Inga underarter finns listade i Catalogue of Life.